# Autoridad monetaria
En finanzas y economía, una autoridad monetaria es la entidad que controla el suministro de dinero de una divisa, generalmente con el objetivo de controlar la inflación o las tasas de interés. Con sus herramientas monetarias, una autoridad monetaria es capaz de incidir efectivamente en el desarrollo de las tasas de interés a corto plazo de la divisa, pero también puede influir en otros parámetros que controlan el coste y la disponibilidad de dinero.
Por lo general, una autoridad monetaria es un banco central con un cierto grado de independencia del gobierno(s) y sus objetivos políticos y de toma de decisiones. Pero dependiendo del sistema político, los gobiernos pueden tener cierto control de facto sobre la política monetaria si se permite su influencia o control sobre su banco central.
Comúnmente, hay una autoridad monetaria por cada país con su moneda. Sin embargo, existen otros métodos, como el caso de la Unión Europea, donde la autoridad monetaria de la eurozona es el Eurosistema, que consiste en el Banco Central Europeo y los bancos centrales nacionales de los 20 Estados de la Unión que han adoptado el euro como su moneda oficial única. 
Hay otros modalidades, por ejemplo, la gobernabilidad democrática de la política monetaria, a través de una junta monetaria, que restringe la emisión de moneda sobre la base de la cantidad existente de otra moneda, y banca libre, donde una amplia gama de entidades (como los bancos) pueden emitir billetes o monedas.

## América
- Autoridad Monetaria de Bermuda
- Autoridad Monetaria de las Islas Caimán

## Asia
- Autoridad Monetaria de Hong Kong
- Autoridad Monetaria de Maldivas
- Autoridad Monetaria de Singapur
- Autoridad Monetaria Real de Bután
- Autoridad Monetaria de Palestina
- Autoridad Monetaria de Macao